# والکا
والکا (به آلمانی: Walk) در لتونی با جمعیت ۵٬۸۳۵ نفر است که در لتونی واقع شده‌است.

## نگارخانه

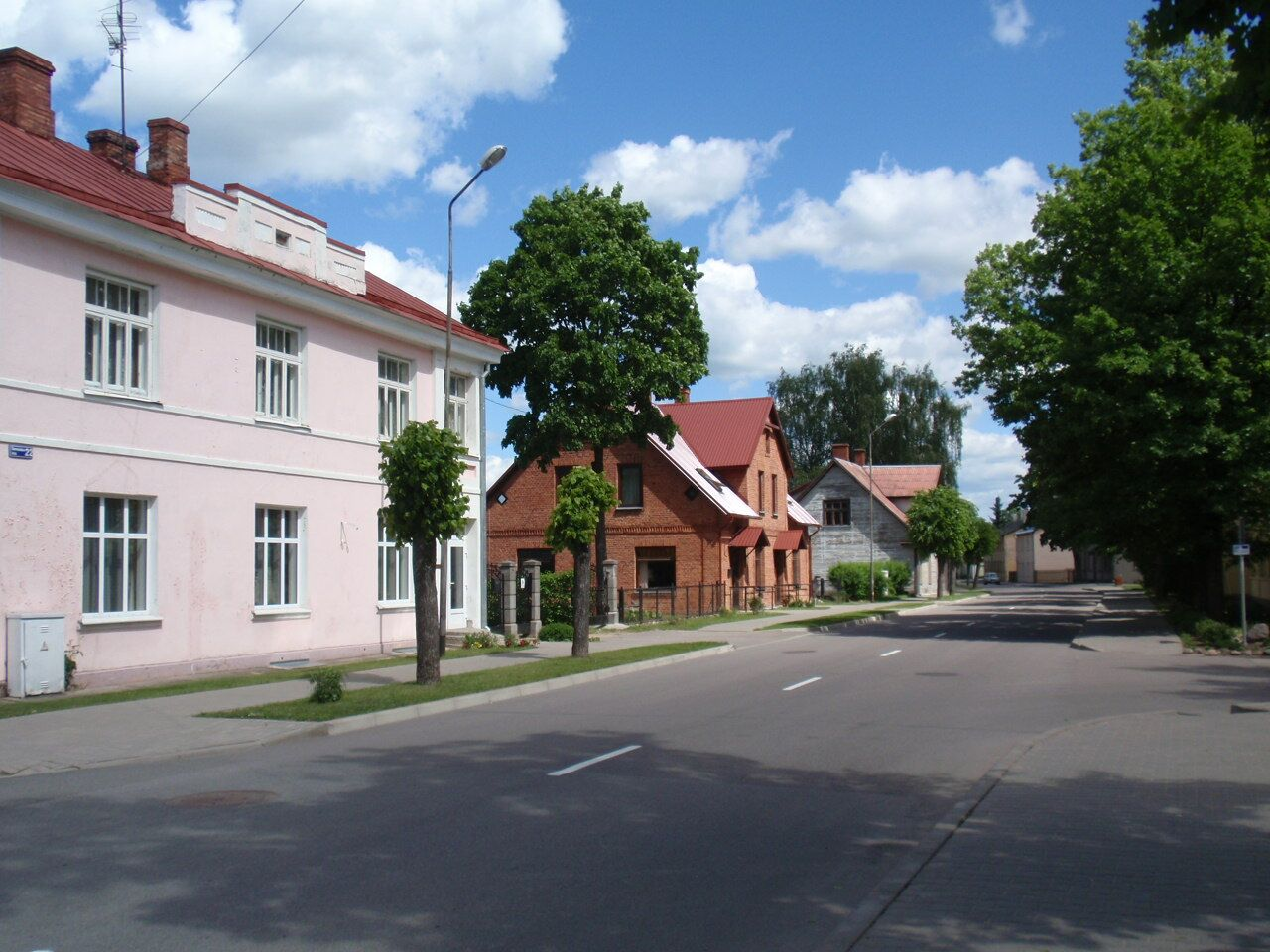
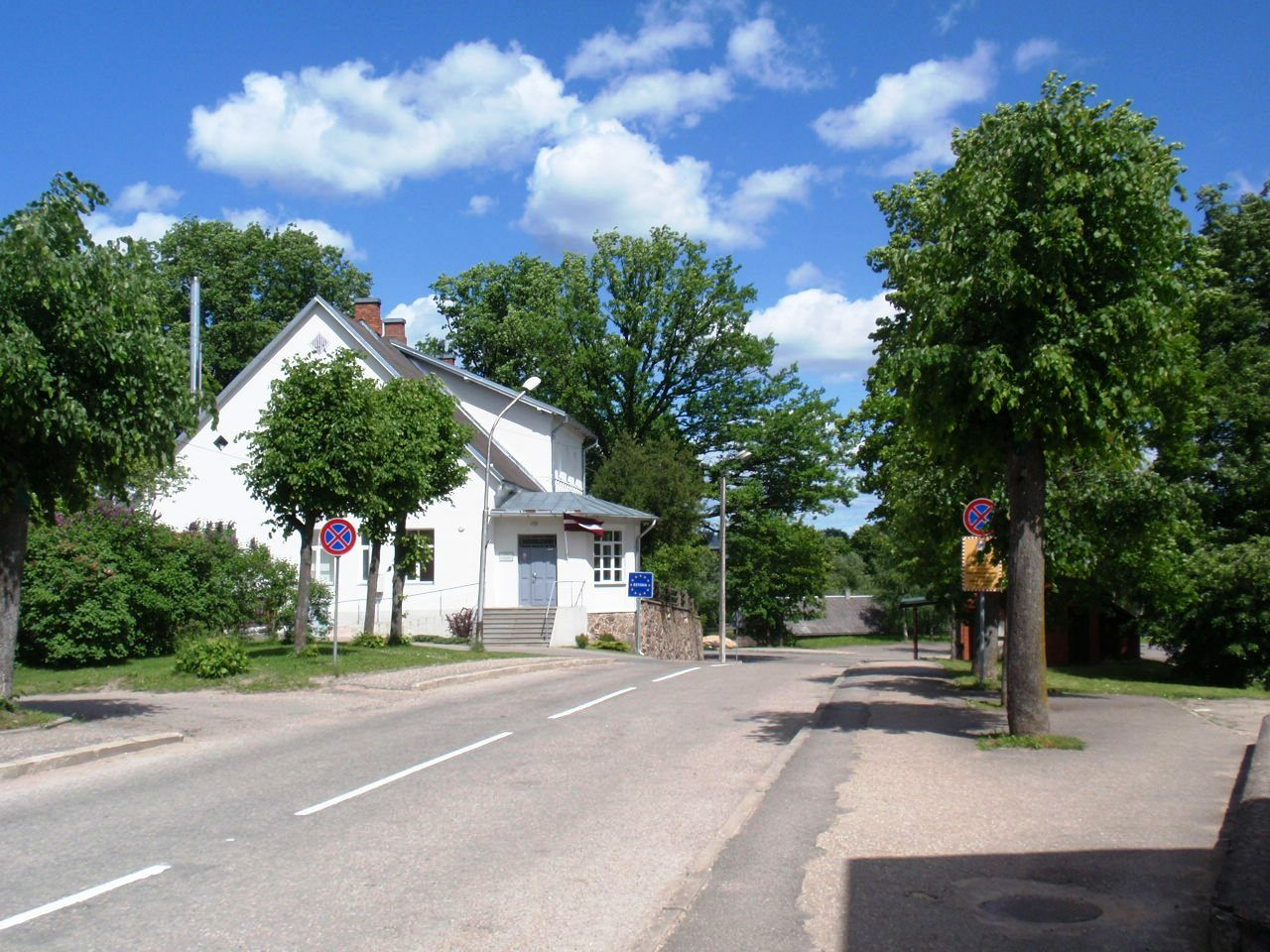
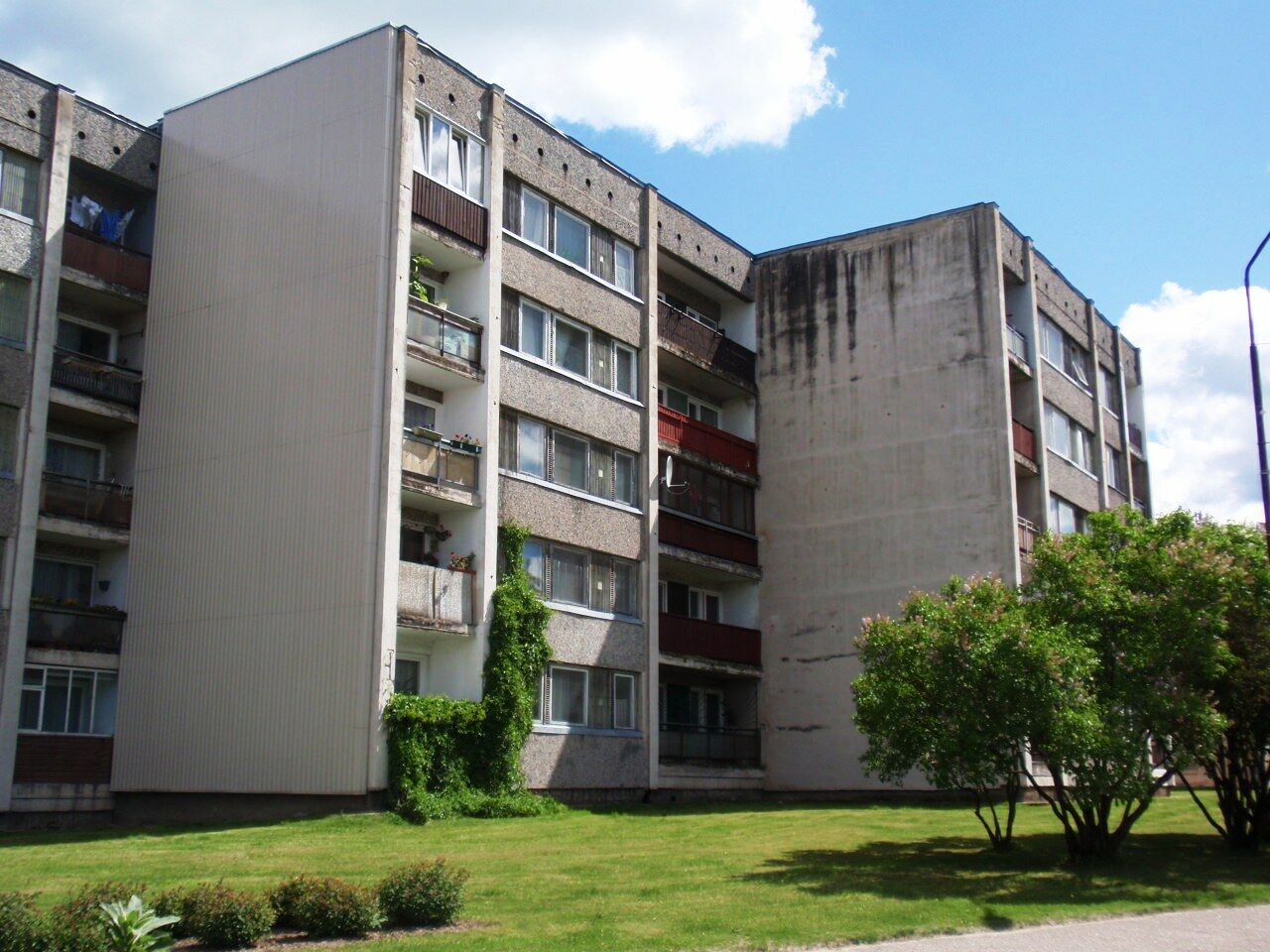
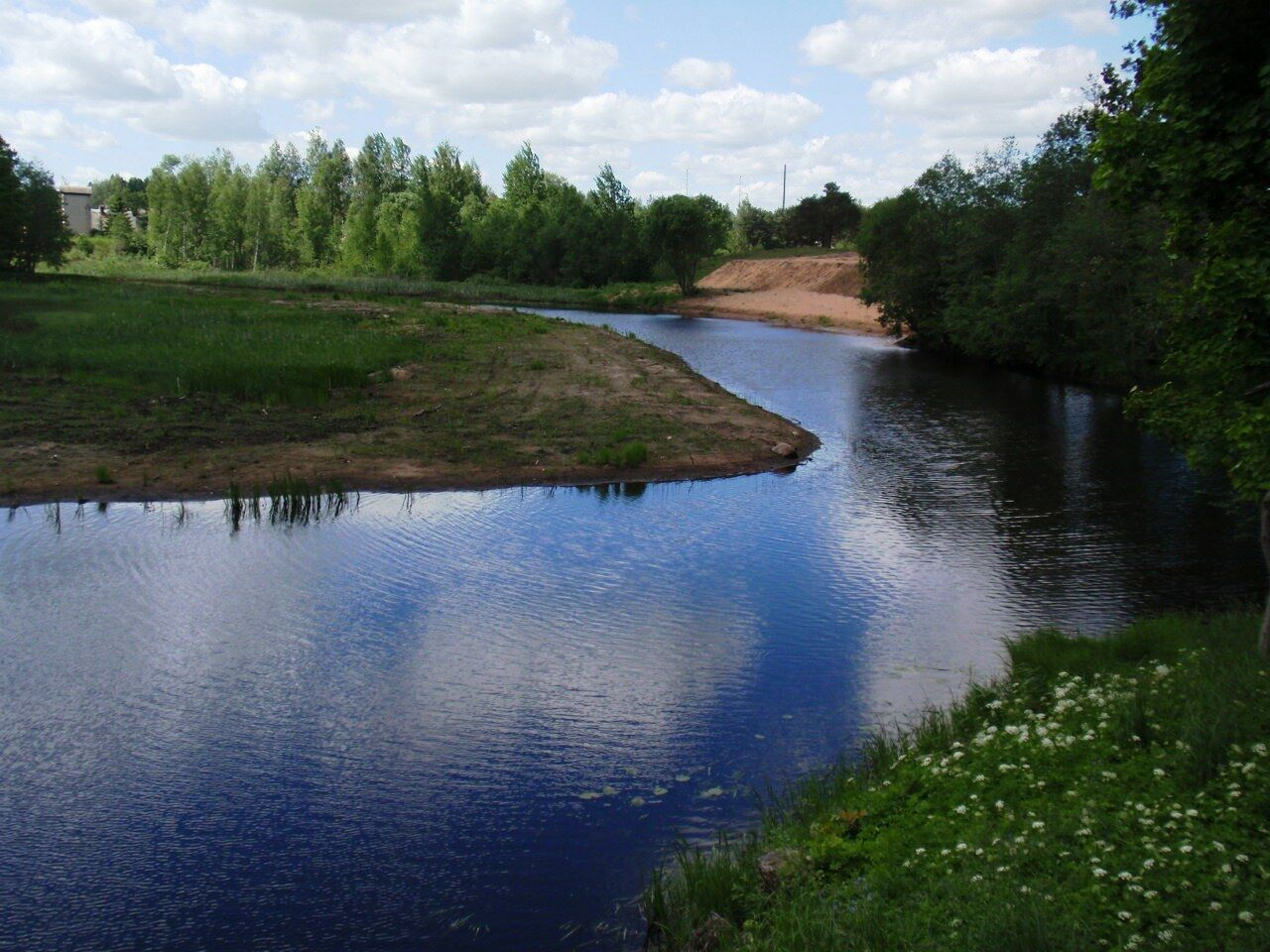
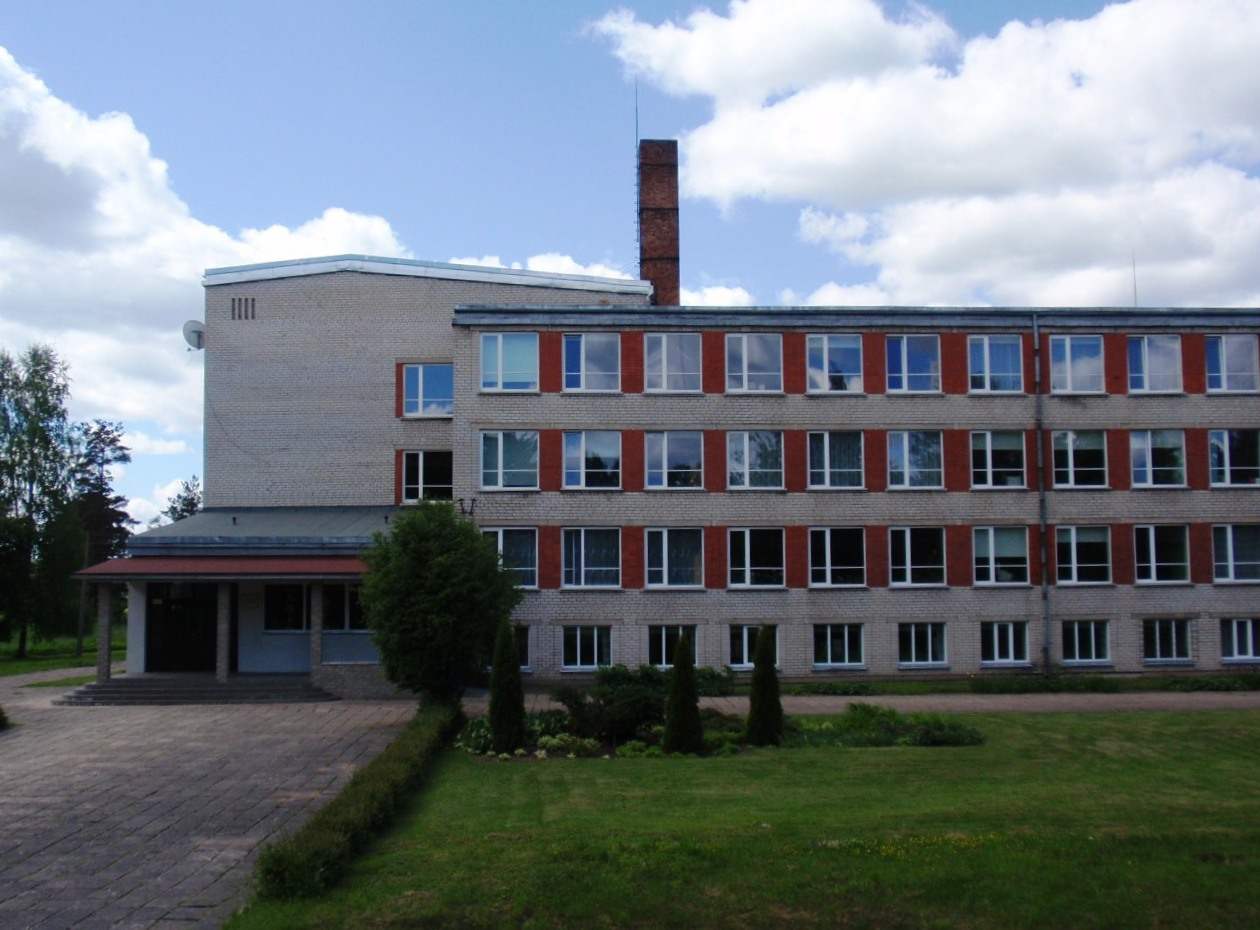